# العلاقات المجرية الجنوب إفريقية
العلاقات المجرية الجنوب أفريقية هي العلاقات الثنائية التي تجمع بين المجر وجنوب أفريقيا.

## مقارنة بين البلدين
هذه مقارنة عامة ومرجعية للدولتين:
| وجه المقارنة                                              | المجر                                                       | جنوب أفريقيا |
| --------------------------------------------------------- | ----------------------------------------------------------- | --- |
| المساحة (كم2)                                             | 93.04 ألف                                                   | 1.22 مليون |
| عدد السكان (نسمة)                                         | 9.78 مليون                                                  | 57.73 مليون |
| الكثافة السكانية (ن./كم²)                                 | 105.12                                                      | 47.32 |
| العاصمة                                                   | بودابست                                                     | بريتوريا، بلومفونتين، كيب تاون |
| اللغة الرسمية                                             | لغة مجرية                                                   | لغة إنجليزية، اللغة الأفريقانية، اللغة النديبلي الجنوبية، اللغة السوثو الشمالية، اللغة السوتية، لغة سوازي، اللغة التسونجا، اللغة التسوانية، اللغة الفيندية، اللغة الكوسية، اللغة الزولوية |
| العملة                                                    | فورنت مجري                                                  | راند جنوب أفريقي |
| الناتج المحلي الإجمالي (بليون دولار)                      | 139.14 مليار                                                | 349.42 مليار |
| الناتج المحلي الإجمالي (تعادل القوة الشرائية) بليون دولار | 260.42 مليار                                                | 725.91 مليار |
| الناتج المحلي الإجمالي الاسمي للفرد دولار أمريكي          | 12.36 ألف                                                   | 5.72 ألف |
| الناتج المحلي الإجمالي للفرد دولار أمريكي                 | 25.07 ألف                                                   | 13.05 ألف |
| مؤشر التنمية البشرية                                      | 0.828                                                       | 0.666 |
| رمز المكالمات الدولي                                      | +36                                                         | +27 |
| رمز الإنترنت                                              | .hu                                                         | .za |
| المنطقة الزمنية                                           | ت ع م+01:00، ت ع م+02:00، أوروبا/بودابست ‏، توقيت وسط أوروبا | ت ع م+02:00، أفريقيا/جوهانسبرغ ‏ |

## منظمات دولية مشتركة
يشترك البلدان في عضوية مجموعة من المنظمات الدولية، منها:
| علم المنظمة | اسم المنظمة                        | تاريخ انضمام المجر | تاريخ انضمام جنوب أفريقيا |
| ----------- | ---------------------------------- | ------------------ | ------------------------- |
|             | مؤسسة التنمية الدولية              | 29 أبريل 1985      | 12 أكتوبر 1960            |
|             | نظام تحكم تكنولوجيا القذائف        | 1993               | 1995                      |
|             | وكالة ضمان الاستثمار متعدد الأطراف | 21 أبريل 1988      | 10 مارس 1994              |
|             | يونسكو                             | 14 سبتمبر 1948     | 4 نوفمبر 1946             |
|             | الأمم المتحدة                      | 14 ديسمبر 1955     | 7 نوفمبر 1945             |
|             | الفريق المعني برصد الأرض           | ?                  | ?                         |
|             | الاتحاد البريدي العالمي            | ?                  | ?                         |
|             | البنك الدولي للإنشاء والتعمير      | 7 يوليو 1982       | 27 ديسمبر 1945            |
|             | الاتحاد الدولي للاتصالات           | 1866               | 1910                      |
|             | منظمة حظر الأسلحة الكيميائية       | ?                  | ?                         |
|             | مؤسسة التمويل الدولية              | 29 أبريل 1985      | 3 أبريل 1957              |
|             | منظمة التجارة العالمية             | 1995               | 1995                      |
|             | مجموعة الموردين النوويين           | ?                  | ?                         |
|             | منظمة الشرطة الجنائية الدولية      | ?                  | ?                         |

## وصلات خارجية
- موقع وزارة الخارجية المجرية
- موقع وزارة الخارجية الجنوب أفريقية